# 瞿素芬
瞿素芬（1953年8月—），女，浙江台州温岭新河镇人。台州市第一位女性市长，曾促成台州成为长三角第16个成员城市。现任浙江省质量技术监督局局长。

## 工作经历
- 温岭县妇联副主任，主任
- 台州地区妇联主任
- 仙居县委副书记，书记
- 临海市委书记
- 浙江省妇联副主席
- 绍兴市委副书记
- 台州市委副书记、市长
- 浙江省质量技术监督局局长